# Biranga
Gorje Biranga (rus. го́ры Бырра́нга) je gorje u sredini poluotoka Tajmir, Sibir, Rusija.
Iako su prvi put istražene 1736., planine Biranga jedno su od najmanje poznatih područja Arktika. Klima je kontinentalna i oštra, s čestim mećavama zimi.

## Etimologija
Ime dolazi od Nganasan bʺranga [bəranga] 'velika stjenovita planina.'

## Geografija
Ovaj planinski lanac administrativno pripada Krasnojarskom kraju Rusije i dio je Velikog arktičkog državnog prirodnog rezervata, najvećeg rezervata prirode u Rusiji. Međutim, područje je vrlo zabačeno, gotovo da nema stanovništva, a pristup je vrlo otežan zbog nedostatka cesta i naselja.
Nalaze se sjeverno i zapadno od jezera Tajmir i protežu se oko 1.100 km, tvoreći petljastu krivulju koja ide otprilike u smjeru jugozapada prema sjeveroistoku. 
Gorje ima duboke kanjone i gudure, kao i nekoliko malih ledenjaka u svojim istočnim zonama. Ove planine nisu jako visoke, u prosjeku oko 500 m/nm. Najviši vrh je na 1,121 m/nm. 
Rijeke Hutudabiga i Četireh izviru u gorju Biranga. Donji tok rijeke Tajmire teče prema sjeveru presijecajući ove planine. Nizine smještene sjeverno i južno od ovih planina prekrivene su tundrom, malim jezerima i močvareama.

## Geologija
Gorje Biranga je hercinska formacija pomlađena tijekom alpske orogeneze. Uglavnom se sastoji od alevritova i intruzivnih stijena neutralnog sastava. Također postoje golema područja izloženih formacija vapnenca.

## Vanjske poveznice
- Informacije o području Tajmira (Slika planina Biranga iznad jezera)  Arhivirana inačica izvorne stranice od 13. travnja 2008. (Wayback Machine)
- Taimirsky - Slike